# Estado Lu
El Estado Lu (chino: 魯國, pinyin: Lǔ Guó, alrededor del año 1042 a 249 a. C.) fue un estado vasallo durante la dinastía Zhou de la China antigua. Fundado en el siglo XI a. C., sus gobernantes pertenecieron a una rama menor de la casa de Ji (姬) que gobernó la dinastía Zhou. Su monarca se titulaba duque (公, gōng), y el primero de ellos fue Bo Qin, un hijo del duque de Zhou, quien era hermano del rey Wu de Zhou y regente del rey Cheng de Zhou. 
Lu fue el estado natal de Confucio, además de Mozi, y como tal tiene una influencia cultural desmesurada entre los estados de los Zhou del Este y de la historia. El texto conocido como Los Anales de Primavera y Otoño, por ejemplo, fue escrito partiendo de los años de los gobernantes Lu como base. Otra gran obra de la historia de China, Zuo Zhuan también fue escrita en Lu. 

## Geografía
La capital del estado se situaba en Qufu y su territorio cubría principalmente las regiones del centro y suroeste de lo que hoy es la provincia de Shandong. Limitaba al norte con el poderoso Estado de Qi y al sur por el también fuerte Estado de Chu. La posición de Lu, fronteriza con el estado de Zhou por un lado, y con los estados Lai y Xu por otro, que no estaban bajo el gobierno Zhou, fue una consideración importante en su fundación.

## Historia
Lu fue uno de los varios estados que se fundaron en el este de China en el comienzo de la dinastía Zhou, con el fin de extender la regla de Zhou lejos de su capital, situada en Zongzhou, y su base de poder en la región de Guanzhong. A lo largo del tiempo, desempeñó un papel importante en la estabilización de control de la dinastía Zhou en la actual Shandong.
Durante el período de Primaveras y Otoños, Lu fue uno de los estados más fuertes y un rival del Estado de Qi al norte. Bajo el duque Yin de Lu y el duque Huan de Lu, Lu derrotó a Qi y Song en varias ocasiones. Al mismo tiempo, llevó a cabo expediciones contra otros estados menores.
El principal rival de Lu, Qi, aumentó su poder y se fue volviendo cada vez más dominante, lo que desembocó en un intento de invasión. Qi fue derrotada en la Batalla de Changshao en 684 a. C., y en esta, Lu nunca dio ventaja a su vecino. Finalmente, el poder de los duques de Lu fue socavado por los poderosos clanes feudales de Jisun 季孫, Mengsun 孟孫, y Shusun 叔孫 (llamado los Tres Huan porque eran descendientes de duque Huan de Lu). El dominio de los Tres Huan era tal que el duque Zhao de Lu, en un intento por recuperar el poder, fue obligado a exiliarse y nunca regresó. No sería hasta el duque Mu de Lu, a principios del período de los Reinos Combatientes, cuando el poder finalmente regresó a los nuevos duques.
En 249 a. C. el rey Kaolie de Chu del Estado de Chu invadió y anexó Lu. El duque Qing de Lu, el último gobernante de Lu, se convirtió en un plebeyo.

## Gobernantes
Lista de gobernantes Lu basado en las Actas del Gran Historiador Sima Qian:
| Título             | Nombre de pila    | Reinado             | Relación                     |
| ------------------ | ----------------- | ------------------- | ---------------------------- |
|                    | Bo Qin            | c. 1042 – 997 a. C. | hijo del Duque de Zhou       |
| Duque Kao de Lu    | You               | 998 – 995 a. C.     | hijo de Bo Qin               |
| Duqu Yang de Lu    | Xi o Yi           | 994 – 989 a. C.     | hermano del Duque Kao de Lu  |
| Duque You de Lu    | Zai o Yu          | 988 – 975 a. C.     | hijo del Duqu Yang de Lu     |
| Duque Wei de Lu    | Fei               | 974 – 925 a. C.     | hermano del Duque You de Lu  |
| Duque Li de Lu     | Zhuo o Di         | 924 – 888 a. C.     | hijo del Duque Wei de Lu     |
| Duque Xian de Lu   | Ju                | 887 – 856 a. C.     | hermano del Duque Li de Lu   |
| Duque Shen de Lu   | Bi o Zhi          | 855 – 826 a. C.     | hijo del Duque Xian de Lu    |
| Duque Wu de Lu     | Ao                | 825 – 816 a. C.     | hermano del Duque Shen de Lu |
| Duque Yi de Lu     | Xi                | 815 – 807 a. C.     | hijo del Duque Wu de Lu      |
| Ninguno            | Boyu              | 806 – 796 a. C.     | sobrino del Duque Yi de Lu   |
| Duque Xiao de Lu   | Cheng             | 795 – 769 a. C.     | hermano del Duque Yi de Lu   |
| Duque Hui de Lu    | Fuhuang o Fusheng | 768 – 723 a. C.     | hijo del Duque Xiao de Lu    |
| Duque Yin de Lu    | Xigu              | 722 – 712 a. C.     | hijo del Duque Hui de Lu     |
| Duque Huan de Lu   | Yun               | 711 – 694 a. C.     | hijo del Duque Yin de Lu     |
| Duque Zhuang de Lu | Tong              | 693 – 662 a. C.     | hijo del Duque Huan de Lu    |
| Ziban              | Ban               | 662 a. C.           | hijo del Duque Zhuang de Lu  |
| Duque Min de Lu    | Qi                | 661 – 660 a. C.     | hijo del Duque Zhuang de Lu  |
| Duque Xi de Lu     | Shen              | 659 – 627 a. C.     | hijo del Duque Zhuang de Lu  |
| Duque Wen I de Lu  | Xing              | 626 – 609 a. C.     | hijo del Duque Xi de Lu      |
| Duque Xuan de Lu   | Wo                | 608 – 591 a. C.     | hijo del Duque Wen I de Lu   |
| Duque Cheng de Lu  | Heigong           | 590 – 573 a. C.     | hijo del Duque Xuan de Lu    |
| Duque Xiang de Lu  | Wu                | 527 – 542 a. C.     | hijo del Duque Cheng de Lu   |
| Ziye               | Ye                | 542 a. C.           | hijo del Duque Xiang de Lu   |
| Duque Zhao de Lu   | Chou              | 541 – 510 a. C.     | hijo del Duque Xiang de Lu   |
| Duque Ding de Lu   | Song              | 509 – 495 a. C.     | hermano del Duque Zhao de Lu |
| Duque Ai de Lu     | Jiang             | 494 – 467 a. C.     | hijo del Duque Ding de Lu    |
| Duque Dao de Lu    | Ning              | 466 – 429 a. C.     | hijo del Duque Ai de Lu      |
| Duque Yuan de Lu   | Jia               | 428 - 408 a. C.     | hijo del Duque Dao de Lu     |
| Duque Mu de Lu     | Xian              | 407 – 377 a. C.     | hijo del Duque Yuan de Lu    |
| Duque Gong de Lu   | Fen               | 376 – 353 a. C.     | hijo del Duque Mu de Lu      |
| Duque Kang de Lu   | Tun               | 352 – 344 a. C.     | hijo del Duque Gong de Lu    |
| Duque Jing de Lu   | Yan               | 343 – 323 a. C.     | hijo del Duque Kang de Lu    |
| Duque Ping de Lu   | Shu               | 322 – 303 a. C.     | hijo del Duque Jing de Lu    |
| Duque Wen II de Lu | Jia               | 302 – 278 a. C.     | hijo del Duque Ping de Lu    |
| Duque Qing de Lu   | Chou              | 277 – 249 a. C.     | hijo del Duque Wen II de Lu  |